# The Story
The Story — первый сингл группы 30 Seconds to Mars, выпущенный только в Аргентине с альбома A Beautiful Lie.
В апреле 2008 года NewHit Argentina анонсировала «The Story» как новый сингл 30 Seconds to Mars в Аргентине только для радио.
27 апреля 2008 года песня заняла в Top 10 of Los 40 Principales Argentina десятую позицию.

## Чарты Аргентины
| год  | Чарты                   | # |
| ---- | ----------------------- | - |
| 2008 | Argentina Singles Chart | 6 |